# Crescent City (Florida)
Crescent City város az USA Florida államában, Putnam megyében. Lakosainak száma 1654 fő (2020. április 1.).

## Népesség
A település népességének változása:
| Lakosok száma | 1776 | 1577 | 1654 |
|               | 2000 | 2010 | 2020 |